# Трещёв, Фёдор Иванович
Фёдор Иванович Трещёв — советский хозяйственный, государственный и политический деятель, Герой Социалистического Труда (1981). Заслуженный работник промышленности СССР (1990).

## Биография
Родился в 1921 году в деревне Бронниково (ныне — Бронники в Киреевском районе Тульской области) в крестьянской семье.
В 1937 году закончил восемь классов школы и поступил учиться в Тульский механический техникум им. С.И. Мосина. Окончил его с отличием по специальности технолог — оружейник в 1941 году. После войны закончил заочное отделение Московского машиностроительного института.
С 1941 года — на хозяйственной, общественной и политической работе. В 1941—1946 гг. — технолог, мастер, старший мастер, заместитель начальника цеха, начальник цеха на машиностроительном заводе № 367 Народного комиссариата вооружений СССР в Загорске и Вятских Полянах, в 1946—1951 гг. — мастер, старший мастер, начальник цеха завода № 536 — Тульского оружейного завода, в 1951—1955 гг. — парторг ЦК КПСС завода № 536, с 1955 года по 1996 год — директор Вятскополянского машиностроительного завода «Молот».
В 1962—1963 гг. — начальник Управления металлургической и металлообрабатывающей промышленности Кировского Совнархоза, г. Киров.
В 1943 году по итогам соцсоревнования Федору Ивановичу, первому на заводе, было присвоено почетное звание «Лучший мастер завода» и дано право подписать рапорт товарищу Сталину о производственных достижениях.
Будучи директором Вятскополянского машиностроительного завода «Молот», осуществил конверсию с прекращением выпуска патефонов и обеспечил массовый выпуск новой продукции — боковых прицепов к ижевским мотоциклам (с 1956 года) и отечественных мотороллеров «Вятка» (с 1957 года) и «Электрон» (с 1974 года). Позднее предприятие освоило выпуск нескольких десятков видов мототехники, продовольственных автоматов, деревообрабатывающих станков, газовых отопительных аппаратов и других изделий.
За коренное усовершенствование производства стрелкового оружия был удостоен Сталинской премии второй степени 1952 года в области машиностроения.
Указом Президиума Верховного Совета СССР от 10 марта 1981 года (закрытым) присвоено звание Героя Социалистического Труда с вручением ордена Ленина и золотой медали «Серп и Молот».
Член КПСС с 1945 по 1991 год. Был членом обкома партии, членом Вятскополянского горкома КПСС, два срока — депутатом Верховного Совета РСФСР 10-го и 11-го созывов, был делегатом XXIII съезда КПСС, депутатом городской Думы, в администрации города вел личный прием граждан.
Федор Иванович побывал во многих странах: в Польше, Болгарии, ГДР, Франции, Чехословакии, на Филиппинах и Кубе.
26 апреля 1990 года в честь 50-летия Вятскополянского машиностроительного завода «Молот» заложил в заводской стене обращение к будущему поколению, к тем кто будет отмечать 100-летие предприятия.
Умер и похоронен на воинском мемориале городского кладбища в Вятских Полянах в 2006 году.

## Семья
Отец — Иван Дмитриевич Трещёв
Мать — Анастасия Егоровна
Старшая сестра — Антонида Ивановна Трещёва
Младший брат — Михаил Иванович Трещёв, погиб во время Великой Отечественной войны под Сталинградом.
Жена — Галина Арсеньевна Трещёва (Рыжкова)
- Сын — Александр Фёдорович Трещёв

## Награды
- орден Красной Звезды (1945)
- два ордена Ленина (1966, 1971)
- орден Октябрьской Революции (1976)
- звание Героя Социалистического труда с вручением ордена Ленина и золотой медали «Серп и Молот» (1981)
- Орден «За заслуги перед Отечеством» III степени (1995)
- медали: «За доблестный труд в Великой Отечественной войне 1941—1945 г.г.», «Участнику трудового фронта» в честь 30-, 40-, 50-летия Победы в Великой Отечественной войне, «За доблестный труд. В ознаменование 100-летия со дня рождения В. И. Ленина», «Ветеран труда».
- Заслуженный работник промышленности СССР (1990 год).
- Почётный гражданин города Вятские Поляны (с 1987 года)
- Почётный гражданин Вятскополянского района Кировской области (с 2001 года).[1]
- Почётный гражданин Кировской области (с 1996 года).

## Память
Имя Ф. И. Трещёва занесено в областную «Книгу трудовой славы» и в «Энциклопедию земли Вятской».
На здании заводоуправления Вятскополянского машиностроительного завода «Молот» установлена памятная табличка, посвящённая Ф. И. Трещёву.
4 августа 2000 года, в канун праздника Труда, в музее Вятскополянского машиностроительного завода «Молот» состоялась церемония открытия скульптурного портрета Ф. И. Трещёва, выполненного в бронзе. Автор работы — Владимир Борисович Курочкин.
Имя Федора Ивановича носит одна из улиц города Вятские Поляны.
21 июля 2011 года на Площади труда (ныне — Площадь труда им. Ф. И. Трещёва) к 90-летию со дня рождения человеку-легенде Ф. И. Трещёву открыт бюст. Автор проекта — В. Б. Курочкин.
В городе Вятские Поляны ежегодно проводится турнир по стендовой стрельбе, посвящённый памяти Ф. И. Трещёва.
По инициативе Ф.И. Трещёва началось строительство Дома Ветеранов для тех, кто посвятил свою жизнь работе на машиностроительном заводе "Молот". 1 октября Дому Ветеранов исполняется 30 лет.